# Société coopérative
 (juin 2024).
Une société coopérative est un type d'entreprise commerciale généralement détenue et contrôlée par ses membres qui se répartissent le profit entre eux.

## En Belgique
Les coopératives sont des acteurs économiques majeurs, qui génèrent du chiffre d’affaires et de l’emploi. Leur forme juridique encourage la participation démocratique (avec le principe une personne, une voix) et le partage des profits selon l’activité menée avec la coopérative (et non selon les capitaux apportés).
L’entrepreneuriat coopératif est adapté pour réaliser des projets collectifs quand des clients, des fournisseurs ou des salariés partagent une même envie d’entreprendre sans visée spéculative.

### Types de sociétés coopératives
En Belgique, le code des sociétés reconnaît deux types de sociétés coopératives : les coopératives à responsabilité limitée et les coopératives à responsabilité illimitée et solidaire.

### Caractéristiques
La société coopérative (SC) est une société particulière qui se distingue par son nombre d’associés variable et son objectif coopératif. Pour créer une SC, il faut trois personnes fondatrices, ce qui n’est pas le cas pour les autres formes de sociétés.

### Agrément des sociétés coopératives
Les SC qui respectent les valeurs et principes coopératifs dans leurs statuts et leur fonctionnement peuvent être agréées par le ministre de l’Economie et rejoindre ainsi l’assemblée générale du Conseil national de la Coopération, de l’Entrepreneuriat social et de l’entreprise Agricole (CNC).